# High School Fleet
High School Fleet (ハイスクール・フリート, Haisukūru Furīto), hay còn được biết đến là Haifuri (はいふり) trước khi tập đầu tiên được ra mắt, là một series anime truyền hình Nhật Bản sản xuất bởi Production IMS. Anime có Yuu Nobuta là đạo diễn và Reiko Yoshida phụ trách sản xuất, Naoto Nakamura phụ trách thiết kế nhân vật và Atto thiết kế nhân vật nguyên bản. Series được phát sóng tại Nhật Bản từ tháng bốn đến tháng sáu năm 2016. Manga được vẽ minh họa bởi Kanari Abe và được bắt đầu phát hành trên tạp chí seinen manga Monthly Comic Alive của Media Factory từ ngày 27 tháng 10 năm 2015. Một anime điện ảnh đã được công chiếu bởi A-1 Pictures vào ngày 18 tháng 1 năm 2020.

## Cốt truyện
Cốt truyện xoay quanh Akeno Misaki, là một nữ sinh theo học tại Trường Trung học Nữ sinh Hàng hải Yokosuka (横須賀女子海洋学校, Yokosuka Joshi Kaiyō Gakkō) nằm tại Yokosuka, Kanagawa nhằm trở thành một Blue Mermaid. Khi Akeno và các bạn cùng lớp của cô đang chuẩn bị khởi hành trên tàu khu trục Harekaze (晴風), là một tàu giả tưởng dựa trên lớp tàu khu trục Kagerō, một tàu hướng dẫn đã pháo kích vào tàu của họ và buộc họ phải bắn trả lại, nhưng hành động này đã bị quy thành một cuộc nổi dậy của học sinh. Vì thế, Akeno phải dẫn dắt các thành viên trên tàu Harekaze tìm hiểu sự thật đằng sau những gì vừa mới xảy ra trong khi phải tránh sự truy đuổi của các tàu khác.

## Nhân vật

### Đài chỉ huy
Akeno Misaki (岬 明乃 Misaki Akeno) Mike (ミケちゃん Mike-chan)
Lồng tiếng bởi: Shiina Natsukawa
Nữ chính và là thuyền trưởng của tàu Harekaze, cô rất coi trọng các thuyền viên trên tàu và coi họ như gia đình của mình. Trong khi không có tài năng đặc biệt nào, cô có thể ghi nhớ tất cả tên của mọi người và có khả năng chịu áp lực rất tốt. Cô cũng rất sợ sấm sét vì đó là nguyên nhân dẫn đến việc bố mẹ của cô mất tích trong một cơn bão khi đang ở trên biển.
Mashiro Munetani (宗谷 ましろ Munetani Mashiro) Shiro (シロちゃん Shiro-chan)
Lồng tiếng bởi: Lynn
Phó thuyền trưởng của tàu Harekaze, cô muốn trở thành một Blue Mermaid như mẹ và chị của mình. Cô luôn phàn nàn về việc mình luôn gặp xui xẻo và có vẻ như cô cũng mắc chứng sợ mèo, nhưng sau đó đã vượt qua được và cô đã nhận nuôi một chú mèo sau khi nó được giải cứu từ một tàu du lịch bị mắc cạn cùng với chủ nhân của nó. Cô cũng yêu thích thú nhồi bông và đặt chúng ở trong cabin của cô.
Shima Tateishi (立石 志摩 Tateishi Shima) Tama (タマちゃん Tama-chan)
Lồng tiếng bởi: Nozomi Furuki
Sĩ quan pháo binh của tàu Harekaze. Cô thường khá im lặng và rất thích cà ri, tuy nhiên kĩ năng nhắm bắn của cô xuất sắc đến mức mà hầu như các loạt đạn mà cô tính toán đều bắn chính xác mục tiêu.
Mei Irizaki (西崎 芽依 Irizaki Mei) Mei (メイちゃん Mei-chan)
Lồng tiếng bởi: Atsumi Tanezaki
Sĩ quan ngư lôi của tàu Harekaze. Cô rất yêu thích những lần giao chiến mà cô được phép sử dụng vũ khí trên tàu vào kẻ địch.
Kouko Nosa (納沙 幸子 Nosa Kōko) Coco (ココちゃん Koko-chan)
Lồng tiếng bởi: Yūko Kurose
Thư ký của tàu Harekaze. Cô luôn tìm kiếm thông tin trên chiếc máy tính bảng mà cô luôn mang theo bên mình khi trong trạng thái chiến đấu và truyền đạt lại cho đồng đội.
Rin Shiretoko (知床 鈴 Shiretoko Rin) Rin (リンちゃん Rin-chan)
Lồng tiếng bởi: Yurika Kubo
Hoa tiêu trưởng của tàu Harekaze. Cô rất nhát gan và thường muốn bỏ chạy khi sắp phải giao chiến, nhưng cô không bao giờ làm thế mà sẽ sử dụng khả năng của mình để điều khiển tàu, nhờ đó mà cô đã nhận được sự công nhận của các thành viên khác.

### Hỏa lực
Hikari Ogasawara (小笠原 光 Ogasawara Hikari) Hikari (ヒカリちゃん Hikari-chan)
Lồng tiếng bởi: Miharu Sawada
Sĩ quan pháo binh phụ trách trung tâm điều khiển hỏa lực của Harekaze.
Michiru Takeda (武田 美千留 Takeda Michiru) Mitchin (みっちん)
Lồng tiếng bởi: Hitomi Kikuchi
Sĩ quan pháo binh phụ trách trung tâm điều khiển hỏa lực của Harekaze.
Junko Heki (日置 順子 Heki Junko) Jun (じゅんちゃん Jun-chan)
Lồng tiếng bởi: Minami Tanaka
Sĩ quan pháo binh phụ trách trung tâm điều khiển hỏa lực của Harekaze.
Ritsuko Matsunaga (松永 理都子 Matsunaga Ritsuko) Ritchan (りっちゃん)
Lồng tiếng bởi: Yuka Maruyama
Sĩ quan pháo binh phụ trách một dãy ống phóng ngư lôi của Harekaze.
Kayoko Himeji (姫路 果代子 Himeji Kayoko) Kayo (かよちゃん Kayo-chan)
Lồng tiếng bởi: Rui Tanabe
Sĩ quan pháo binh phụ trách một dãy ống phóng ngư lôi của Harekaze.
Kaede Marikouji (万里小路 楓 Marikōji Kaede) Marikouji (まりこうじさん Marikōji-san)
Lồng tiếng bởi: Sakura Nakamura
Vận hành viên Sonar cũng như là lính kèn của Harekaze. Cô có thể sử dụng Naginata một cách vô cùng điêu luyện.

### Hoa tiêu
Satoko Katsuta (勝田 聡子 Katsuta Satoko) Sato (サトちゃん Sato-chan)
Lồng tiếng bởi: Chisato Satsuki
Hoa tiêu và là lái tàu tạm thời của Harekaze. Cô thường khá thẳng thắn và hay thêm hậu tố "zona" vào cuối câu nói của mình.
Hideko Yamashita (山下 秀子 Yamashita Hideko) Shu (しゅうちゃん Shū-chan)
Lồng tiếng bởi: Yō Taichi
Hoa tiêu mạn trái của tàu.
Mayumi Uchida (内田 まゆみ Uchida Mayumi) Mayu (まゆちゃん Mayu-chan)
Lồng tiếng bởi: Emi Miyajima
Hoa tiêu mạn phải của tàu.
Tsugumi Yagi (八木 鶫 Yagi Tsugumi) Tsugu (つぐちゃん Tsugu-chan)
Lồng tiếng bởi: Nanami Yamashita
Kỹ thuật viên Sonar của tàu. Kĩ năng giao tiếp của cô khá tốt.
Megumi Uda (宇田 慧 Uda Megumi) Meg (めぐちゃん Megu-chan)
Lồng tiếng bởi: Akane Fujita
Machiko Noma (野間 マチコ Noma Machiko) Matchy (マッチ Matchi)
Lồng tiếng bởi: Yū Kobayashi
Giám sát viên của Harekaze. Cô bị viễn thị nên thường phải mang kính. Cô có kĩ năng bắn súng khá tốt (súng nuóc).

### Phòng động cơ
Maron Yanagiwara (柳原 麻侖 Yanagiwara Maron) Maron (マロンちゃん Maron-chan)
Lồng tiếng bởi: Natsumi Takamori
Kĩ sư trưởng của Harekaze. Cô có chiều cao thấp nhất trong số các thành viên.
Hiromi Kuroki (黒木 洋美 Kuroki Hiromi) Kuro (クロちゃん Kuro-chan)
Lồng tiếng bởi: Natsuki Aikawa
Kỹ sư phó của Harekaze và là bạn thân nhất của Maron. Cô chơi Sumo khá giỏi.
Reo Wakasa (若狭 麗緒 Wakasa Reo) Reo (レオちゃん Reo-chan)
Lồng tiếng bởi: Ayaka Shimizu
Kĩ sư của Harekaze. Cô thích chơi bài và nói chuyện phiếm
Sakura Ise (伊勢 桜良 Ise Sakura) Sakura (サクラちゃん Sakura-chan)
Lồng tiếng bởi: Sanae Fuku
Kĩ sư của Harekaze. Cô thích chơi bài và nói chuyện phiếm
Runa Suruga (駿河 留奈 Suruga Runa) Luna (ルナちゃん Runa-chan)
Lồng tiếng bởi: Ari Ozawa
Kĩ sư của Harekaze. Cô thích chơi bài và nói chuyện phiếm
Sora Hirota (広田 空 Hirota Sora) Sora (ソラちゃん Sora-chan)
Lồng tiếng bởi: Sayaka Kaneko
Kĩ sư của Harekaze. Cô thích chơi bài và nói chuyện phiếm
Hime Wazumi (和住 媛萌 Wazumi Hime) Hime (ひめちゃん Hime-chan)
Lồng tiếng bởi: Hiyori Nitta
Kĩ sư của Harekaze. Cô chịu trách nhiệm kiểm tra thiệt hại và vật tư của tàu. Cô mặc một chiếc quần dành cho vận động viên xe đạp và để tóc đuôi ngựa bên phải.
Momo Aoki (青木 百々 Aoki Momo) Momo (モモちゃん Momo-chan)
Lồng tiếng bởi: Ayuru Ōhashi
Kĩ sư của Harekaze. Cô chịu trách nhiệm kiểm tra thiệt hại và vật tư của tàu. Cô mang kính và đội một chiếc mũ bonnet.

### Hậu cần
Mimi Toumatsu (等松 美海 Tōmatsu Mimi) Mimi (ミミちゃん Mimi-chan)
Lồng tiếng bởi: Airi Ōtsu
Trưởng ban hậu cần.
Mikan Irako (伊良子 美甘 Irako Mikan) Mikan (ミカンちゃん Mikan-chan)
Lồng tiếng bởi: Momo Asakura
Đầu bếp trưởng của Harekaze.
Homare Kinesaki (杵崎 ほまれ Kinesaki Homare) Hotchan (ほっちゃん)
Lồng tiếng bởi: Kanae Itō
Một trong những đầu bếp của Harekaze và là chị em sinh đôi Homare.
Akane Kinesaki (杵崎 あかね Kinesaki Akane) Atchan (あっちゃん)
Lồng tiếng bởi: Kanae Itō
Một trong những đầu bếp của Harekaze và là chị em sinh đôi Homare.
Minami Kaburagi (鏑木 美波 Kaburagi Minami) Kaburagi (鏑木さん Kaburagi-san)
Lồng tiếng bởi: Kana Asumi
Bác sĩ của Harekaze. Cô là một thiên tài tốt nghiệp từ Đại học y Hàng hải, và thực hiện chuyến đi lần này để hoàn tất khóa huấn luyện biển. Nghiên cứu của cô về loại sinh vật mang theo virus mà đã lây nhiễm cho Trưởng sĩ quan pháo binh và khiến cho các tàu khác từ đó cô đã phát triển ra được kháng thể để chữa trị cho những người nhiễm bệnh. Cô thường đưa ra lời khuyên cho Akeno và thích nói các câu tục ngữ và thành ngữ Trung Quốc.

### Các nhân vật khác
Moeka China (知名 もえか China Moeka) Moka (もかちゃん Moka-chan)
Lồng tiếng bởi: Sora Amamiya
Bạn thời thơ ấu của Akeno và là thuyền trưởng tàu Musashi.
Wilhelmina Braunschweig Ingenohl Friedeburg (ヴィルヘルミーナ・ブラウンシュヴァイク・インゲノール・フリーデブルク Viruherumīna Buraunshuvaiku Ingenōru Furīdeburuku) Mi (ミーちゃん Mī-chan)
Lồng tiếng bởi: Hiromi Igarashi
Một nữ sinh đến từ Trường Trung học Hàng hải Wilhelmshaven và là thuyền trưởng ủy nhiệm của tàu tuần dương Admiral Graf Spee. Cô được giải cứu bởi Akeno sau khi chạy thoát khỏi tàu và được chuyển sang tàu Harekaze vì thuyền trưởng đã ra lệnh cho cô phải chạy thoát khỏi tàu để tránh bị lây nhiễm virus. Là một chuyên gia trong Chiến tranh chống ngầm, cô đã trở thành bạn cùng phòng của của Mashiro và là người giúp đỡ các thành viên tại tháp chỉ huy trong suốt hành trình.
Kaoru Furushou (古庄 薫 Furushō Kaoru)
Lồng tiếng bởi: Megumi Toyoguchi
Thuyền trưởng của tàu Sarushima và là giáo viên của các học sinh trên tàu Harekaze. Ban đầu chuyến hải trình, cô đã tấn công Harekaze nhưng lại không nhớ tại sao mình lại làm như vậy. Sau này nguyên nhân đã được tìm ra là do cô đã nhiễm một loại virus từ một sinh vật giống chuột.
Mayuki Munetani (宗谷 真雪 Munetani Mayuki)
Lồng tiếng bởi: Yūko Kaida
Hiệu trưởng của Học viện Hải quân và là mẹ của Mashiro.
Mashimo Munetani (宗谷 真霜 Munetani Mashimo)
Lồng tiếng bởi: Mai Nakahara
Chị gái của Mashiro và là một thành viên của Blue Mermaids.
Isoroku (五十六)
Lồng tiếng bởi: Satoshi Tsuruoka
Một chú mèo sống trên đài chỉ huy của Harekaze. Nó có vẻ như không bị ảnh hưởng bởi loại virus này, dù trước đó nó đã bắt sinh vật giống chuột kia. Không rõ tên của chú mèo này có liên hệ gì với Đô Đốc Yamamoto Isoroku hay không.

## Truyền thông

### Anime
Anime được sản xuất bởi Production IMS và được phát sóng tại Nhật Bản từ ngày 9 tháng 4 đến ngày 25 tháng 6 năm 2016 và được phát hành bởi Crunchyroll, Daisuki, và Funimation. Series được đạo diễn bởi Yuu Nobuta và viết kích bản bởi Reiko Yoshida, với thiết kế nhân vật nguyên bản bởi Atto và Naoto Nakamura thiết kế nhân vật. Bài hát mở đầu là "High Free Spirits" trình bày TrySail trong khi bài hát kết thúc là "Ripple Effect" trình bày bởi Luna Haruna.

#### Danh sách tập
| Tập   | Tựa đề | Ngày phát sóng gốc  |
| ----- | --- | ------------------- |
| 1     | "Biến cố trong chuyến du hành đầu tiên!" Chuyển ngữ: "Hatsu Kōkai de Pinchi!" (tiếng Nhật: 初航海でピンチ！)    | 9 tháng 4 năm 2016  |
| 2     | "Picnchi bị truy đuổi!" Chuyển ngữ: "Tsuigekisarete Pinchi!" (tiếng Nhật: 追撃されてピンチ！)                   | 16 tháng 4 năm 2016 |
| 3     | "Rắc rối trong giờ ngủ!" Chuyển ngữ: "Pajama de Pinchi!" (tiếng Nhật: パジャマでピンチ！)                       | 23 tháng 4 năm 2016 |
| 4     | "Rắc rối của cấc tiểu thư!" Chuyển ngữ: "Otome no Pinchi!" (tiếng Nhật: 乙女のピンチ！)                         | 30 tháng 4 năm 2016 |
| 5     | "Rắc rối với Musashi!" Chuyển ngữ: "Musashi de Pinchi!" (tiếng Nhật: 武蔵でピンチ！)                            | 7 tháng 5 năm 2016  |
| 6     | "Rắc rối với thủy lôi!" Chuyển ngữ: "Kirai de Pinchi!" (tiếng Nhật: 機雷でピンチ！)                             | 14 tháng 5 năm 2016 |
| 7     | "Rắc rối với cơn bão!" Chuyển ngữ: "Arashi de Pinchi!" (tiếng Nhật: 嵐でピンチ！)                               | 21 tháng 5 năm 2016 |
| 8     | "Rắc rối với Hiei!" Chuyển ngữ: "Hiei de pinchi!" (tiếng Nhật: 比叡でピンチ！)                                  | 28 tháng 5 năm 2016 |
| 9     | "Rắc rối của Mina!" Chuyển ngữ: "Mīna de pinchi!" (tiếng Nhật: ミーナでピンチ！)                                | 4 tháng 6 năm 2016  |
| 10    | "Vui vẻ với lễ hội vượt xích đạo!" Chuyển ngữ: "Sekidōsai de Happī!" (tiếng Nhật: 赤道祭でハッピー！)           | 11 tháng 6 năm 2016 |
| 11    | "Rắc rối với đại chiến hạm pháo lớn!" Chuyển ngữ: "Daikankyohō de Pinchi!" (tiếng Nhật: 大艦巨砲でピンチ！)     | 18 tháng 6 năm 2016 |
| 12    | "Rắc rối với trận chiến cuối cùng!" Chuyển ngữ: "Rasuto Batoru de Pinchi!" (tiếng Nhật: ラストバトルでピンチ！) | 25 tháng 6 năm 2016 |
| OVA–1 | "Rắc rối của Nosa Kouko!" Chuyển ngữ: "Nosa Kōko de Pinchi!" (tiếng Nhật: 納沙幸子がピンチ！)                   | 31 tháng 3 năm 2017 |
| OVA–2 | "Vẫn là rắc rối của Nosa Kouko à!?" Chuyển ngữ: "Nosa Kōko mo Pinchi!?" (tiếng Nhật: 納沙幸子もピンチ！？)      | 24 tháng 5 năm 2017 |

### Video game
Một tựa game dành cho các thiết bị sử dụng hệ điều hành Android và iOS có tên là High School Fleet: Kantai Battle de Pinch! (ハイスクール・フリート 艦隊バトルでピンチ!) đã được thông báo phát hành vào năm 2018. Nhưng đã bị đã bị dời sang mùa xuân năm 2019 do game cần được tái kiểm tra trước khi phát hành. Game đã được ra mắt vào ngày 27 tháng 3 năm 2019. Một thông báo vào ngày 26 tháng 2 năm 2020 nói rằng game sẽ ngừng được hỗ trợ vào 14:00 (JST) ngày 25 tháng 3 năm 2020.
Aniplex đã hợp tác cùng với Wargaming để đưa thế giới và các nhân vật trong High School Fleet vào trong tựa game World of Warships. 

### Anime điện ảnh
Việc sản xuất bản điện ảnh của anime đã được xác nhận bởi website chính thức của series vào ngày 7 tháng 4 năm 2018. Phim được sản xuất bởi A-1 Pictures và đạo diễn bởi Jun Nakagawa. Takaaki Suzuki và Kunihiko Okada là biên kịch. Toàn bộ nhân viên từng làm việc cho series anime truyền hình cũng tiếp tục đảm nhiệm vai trò của mình trong dự án này. Phim được công chiếu tại Nhật Bản vào ngày 18 tháng 1 năm 2020.